# Thurso

Thurso é uma cidade no extremo norte da Escócia, o nome provém do antigo norueguês, e significa "rio de Thor" (Inbhir Theòrsa em gaélico escocês), e é a cidade mais setentrional da Grã-Bretanha.